# Diócesis de Wonju
La diócesis de Wonju (en latín: Dioecesis Voniuen(sis) y en coreano: 천주교 원주교구) es una circunscripción eclesiástica latina de la Iglesia católica en Corea del Sur, sufragánea de la arquidiócesis de Seúl. La diócesis tiene al obispo Basil Cho Kyu-man como su ordinario desde el 31 de marzo de 2016.

## Territorio y organización
La diócesis extiende su jurisdicción sobre los fieles católicos de rito latino residentes en las ciudades de 
La sede de la diócesis se encuentra en la ciudad de Wonju, en donde se halla la Catedral de Nuestra Señora de la Gracia.
En 2020 la diócesis estaba dividida en 53 parroquias.

## Historia
La diócesis fue erigida el 22 de marzo de 1965 con la bula Fidei propagandae del papa Pablo VI separando territorio de la diócesis de Ch'unch'on (hoy diócesis de Chuncheon).
El 29 de mayo de 1969 cedió una parte de su territorio para la erección de la diócesis de Andong mediante la bula Quae in Actibus del papa Pablo VI.

## Episcopologio
- Daniel Tji Hak Soun † (22 de marzo de 1965-12 de marzo de 1993 falleció)
- James Kim Ji-seok (12 de marzo de 1993 por sucesión-31 de marzo de 2016 retirado)
- Basil Cho Kyu-man, desde el 31 de marzo de 2016

## Estadísticas
De acuerdo al Anuario Pontificio 2021 la diócesis tenía a fines de 2020 un total de 79 402 fieles bautizados.
| Año                                                                             | Población            | Población | Población      | Sacerdotes | Sacerdotes    | Sacerdotes    | Bautizados por sacerdote | Diáconos permanentes | Religiosos | Religiosos | Parroquias |
| Año                                                                             | Bautizados católicos | Total     | % de católicos | Total      | Clero secular | Clero regular | Bautizados por sacerdote | Diáconos permanentes | Varones    | Mujeres    | Parroquias |
| ------------------------------------------------------------------------------- | -------------------- | --------- | -------------- | ---------- | ------------- | ------------- | ------------------------ | -------------------- | ---------- | ---------- | ---------- |
| 1970                                                                            | 30 745               | 1 021 523 | 3.0            | 32         | 11            | 21            | 960                      |                      | 21         | 42         | 21         |
| 1980                                                                            | 36 018               | 1 182 020 | 3.0            | 32         | 20            | 12            | 1125                     |                      | 12         | 40         | 25         |
| 1990                                                                            | 42 079               | 1 234 000 | 3.4            | 36         | 36            |               | 1168                     |                      | 7          | 98         | 28         |
| 1999                                                                            | 53 162               | 847 516   | 6.3            | 61         | 61            |               | 871                      |                      |            | 177        | 34         |
| 2000                                                                            | 55 822               | 844 284   | 6.6            | 53         | 53            |               | 1053                     |                      |            | 179        | 34         |
| 2001                                                                            | 57 572               | 832 535   | 6.9            | 60         | 60            |               | 959                      |                      |            |            | 35         |
| 2002                                                                            | 59 684               | 863 209   | 6.9            | 62         | 62            |               | 962                      |                      |            | 184        | 36         |
| 2003                                                                            | 60 985               | 880 473   | 6.9            | 60         | 60            |               | 1016                     |                      |            | 284        | 36         |
| 2004                                                                            | 62 447               | 901 233   | 6.9            | 69         | 69            |               | 905                      |                      |            | 222        | 38         |
| 2010                                                                            | 68 892               | 820 724   | 8.4            | 79         | 79            |               | 872                      |                      |            | 316        | 44         |
| 2014                                                                            | 73 538               | 830 280   | 8.9            | 85         | 85            |               | 865                      |                      | 2          | 232        | 47         |
| 2017                                                                            | 76 421               | 866 728   | 8.8            | 94         | 94            |               | 812                      |                      | 3          | 217        | 50         |
| 2020                                                                            | 79 402               | 880 054   | 9.0            | 100        | 100           |               | 794                      |                      | 2          | 211        | 53         |
| Fuente: Catholic-Hierarchy, que a su vez toma los datos del Anuario Pontificio. |                      |           |                |            |               |               |                          |                      |            |            |            |